# Regimiento de Infantería n.º 6 (Prusia)

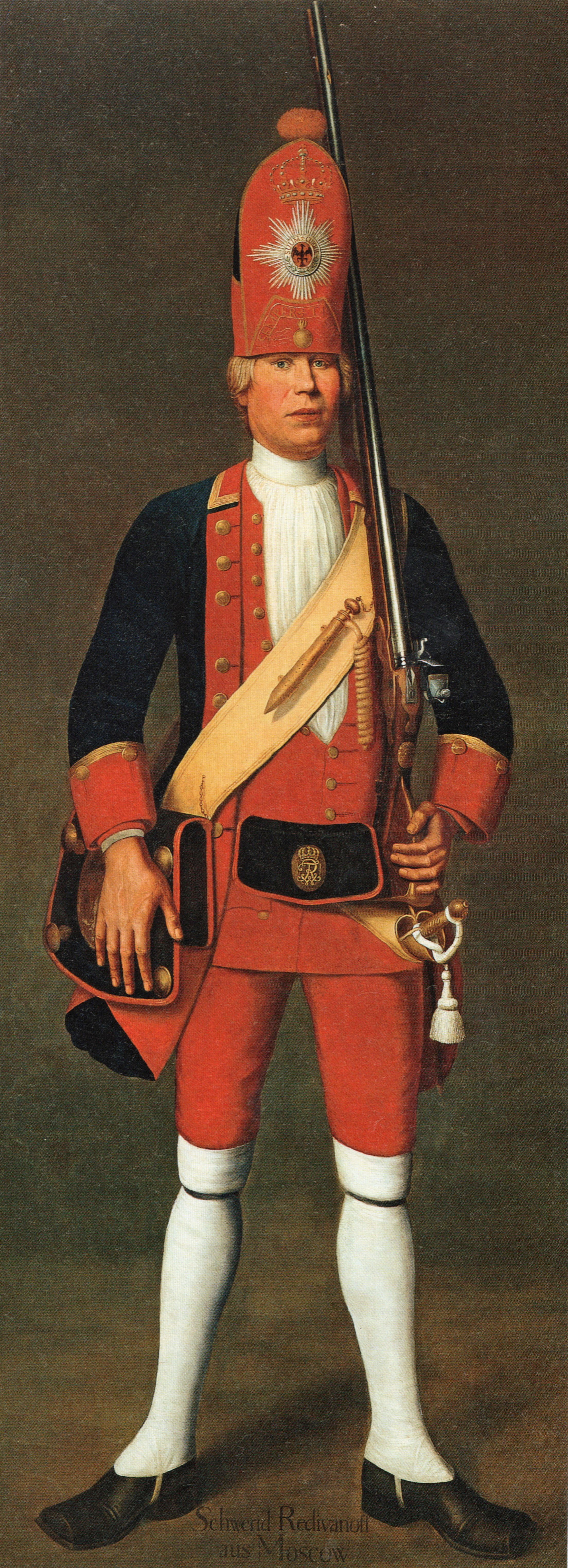
Retrato del granadero Sverid Redivanoff, de Moscú. Radivanoff fue uno de los hombres que Pedro el Grande de Rusia envió a Berlín como regalo en gratitud por la Cámara de Ámbar.

El Regimiento de Infantería N.º 6 de Prusia fue creado en 1675 y existió hasta 1806 cuando fue disuelto como consecuencia de la derrota de Prusia ante Napoleón. Sus miembros eran conocidos por los pobladores de Potsdam con el nombre de "Lange Kerls" ("Chicos largos"). Otro nombre con el que el regimiento es conocido es "Potsdamer Riesengarde" ("Guardia gigante de Potsdam").

## Historia del regimiento
El regimiento fue creado en 1675 con el nombre "Regimiento del Príncipe Elector" („Regiment Kurprinz“) y contaba con dos batallones. Su primer comandante fue el príncipe elector Federico I de Prusia. En 1701 se cambió el nombre por "Regimiento del Príncipe Heredero" („Kronprinzenregiment“). Su comandante en este tiempo era el príncipe heredero Federico Guillermo.
En 1710 Federico Guillermo conformó este cuerpo del ejército con jóvenes de gran estatura, que eran "voluntarios" en mayor o menor grado. A partir de 1710 el regimiento lleva el nombre de "Gran Batallón de Granaderos de corps" („Großes Leibbataillon Grenadier“).
Al subir al trono el príncipe, como Federico Guillermo I de Prusia, el regimiento fue elevado a Guardia y su nuevo nombre fue "Regimiento de su Alteza Real". El "Regimiento del Rey N.º 6" fue creado en 1717 uniendo el "Regimiento a pie Príncipe Heredero" (Regiments zu Fuß „Kronprinz“) y los granaderos rojos que existían desde 1709.
Los granaderos del regimiento debían medir por lo menos 1,88 metros, una altura considerable para esa época. Sin embargo, en la práctica, las filas se cubrían con hombres de menos estatura. Verdaderos "gigantes", como el irlandés James Kirkland de 2,17 metros, eran la excepción. Los más altos eran asignados al 1.er. cuerpo de la guardia personal del rey.
Agentes especiales del rey de Prusia, que siempre llevaba puesto el uniforme del regimiento del que era comandante, viajaban por toda Europa en busca de hombres extremadamente altos, quienes por medio del pago de altas sumas de dinero o hasta por la fuerza y el secuestro, eran reclutados para servir a Prusia. Muchos también fueron enviados a Prusia como "regalo" por príncipes amigos, como el zar Pedro I de Rusia, el emperador de Austria y hasta el Sultán del Imperio otomano. Esta manera de reclutamiento y el equipamiento de esta peculiar y bien pagada tropa de élite costaba inmensas cantidades de dinero.
A pesar de que la idea de un regimiento de soldados extremadamente altos suena como una locura, había una consideración práctica y militar para su reclutamiento. Los granaderos del Regimiento del Rey N.º 6 estaban equipados con fusiles de cañón largo, que en esa época eran aún cargados desde la punta del cañón y que no podían ser manejados por hombres de altura normal. Este cañón largo, teóricamente les permitía disparar desde mayor distancia y fuera del alcance de las balas del enemigo. Sin embargo, muchos de los soldados padecían de problemas físicos debido a su gran estatura y no podían aguantar el desgaste de una marcha a campo abierto, por lo que el regimiento fue, más que todo, una tropa de desfile y exhibición, participando en muy pocas batallas. En el año 1740, al morir Federico Guillermo I, el regimiento contaba con aproximadamente 3200 soldados.
Al subir al trono, Federico II redujo el regimiento a solo un batallón debido a su alto costo de mantenimiento, siendo repartidos los demás soldados entre otras unidades. Una parte fue asignada al Regimiento de Infantería N.º 15 "Príncipe Heredero", que llenó la función de guardia. Otra parte fue asignada al Regimiento de Infantería N.º 34 "Príncipe Fernando" y al N.º 35 "Príncipe Enrique".
El batallón que aún quedó activo, llevó desde entonces el nombre "Batallón de Granaderos de la Guardia Real No. 6" (Bataillon Königs Grenadier-Garde Nr. 6). Durante las guerras de Silesia en el año 1745, el regimiento entró en acción en las batallas de Hohenfriedeberg y Soor. Durante la guerra de los Siete Años entre 1756 y 1763, actuó en las batallas de Rossbach, Leuthen, Hochkirch, Liegnitz y Torgau.
De 1801 a 1806 el regimiento tuvo el nombre de „Grenadier-Garde-Bataillon“. La tropa capituló en 1806 durante la invasión napoleónica en Erfurt y Prenzlau, quedando el regimiento disuelto.

## Resurgimiento
A partir de 1990 se creó en Potsdam la asociación Vereinigung zur Förderung und Pflege der Tradition der Potsdamer Riesengarde 'Lange Kerls' e.V., con la finalidad de preservar la tradición de los "chicos largos" en Potsdam. Utilizan reproducciones exactas de los uniformes, del equipamiento y sus miembros deben tener el mínimo histórico de 1,88 metros de altura. Los ejercicios del manejo de armas son reproducidos siguiendo el manual original del regimiento. Sus apariciones en diversos eventos nacionales e internacionales han logrado alto reconocimiento, desfilando incluso en las calles de Nueva York en el año 2006.

## Comandantes del regimiento
Los comandantes del regimiento fueron:
- 1675-1688 Príncipe elector Federico de Brandeburgo
- 1688-1740 Príncipe elector, en 1701 príncipe heredero, y en 1713 rey Federico Guillermo I de Prusia.
- 1740-1743 Rey Federico II el Grande.
- 1743-1745 General G. E. von Einsiedel
- 1745-1760 Coronel F. v. Retzow
- 1760-1766 General F. C. v. Saldern
- 1766-1779 Coronel H. S. v. Lestwitz
- 1779-1796 General F. W. v. Rohdich
- 1796-1798 General D. v. Roeder
- 1798-1801 Coronel F. v. Ingersleben
- 1801-1806 Coronel C. L. v. Le Coq

## Uniforme y equipo
Los distintos elementos del uniforme y equipo se pueden ver en el retrato del granadero Redivanoff en la parte superior derecha. Consistían en:
- Gorro: El gorro rojo del granadero llevaba la inscripción latina "Semper Talis", que significa "siempre igual". El águila negra tenía la inscripción latina "suum cinque", que significa "a cada quien lo suyo".

- Mosquete: Hasta el año 1740 se usó el mosquete de avancarga Modelo M1723, de cartucho largo, fabricado en Spandau/Potsdam.

- Sable: El arma blanca con la que están equipados es un sable, con una navaja de 78,5 centímetros.

- Bolsos: Los granaderos llevaban un bolso para balas y un bolso para granadas. En la bandolera sobre el pecho estaban la mecha y el chispero para prender las granadas.

- Calzado: Los zapatos tenían la característica de ser idénticos para ambos pies, pudiendo ser intercambiados.